# Црква Светих апостола Петра и Павла (Бистрица)
Црква Светих апостола Петара и Павла у Бистрици је парохијски храм Српске православне цркве који припада Епархији бањалучкој. Налази се у Бистрици, Бања Лука, Република Српска, Босна и Херцеговина. Подигнут 1912. године, а генерално обновљен и освећен 2006. године. Припада парохији Бистрици бањалучкој коју чине села — Бистрица, Мали Прњавор, Мотике – дио, Сарачица и Чокори.